# Maximiliano Egon II de Fürstenberg
El Príncipe Maximiliano Egon II de Fürstenberg (13 de octubre de 1863-11 de agosto de 1941) fue un terrateniente, inversor y noble alemán quien fue el jefe de la Casa de Fürstenberg entre 1896 y 1941.

## Antecedentes
Nacido como Príncipe Maximiliano Egon Cristián Carlos Aloisio Emilio Leo Ricardo Antonio de Fürstenberg, era hijo del Príncipe Maximiliano Egon de Fürstenberg y de su esposa, la Condesa Leontina von Khevenhüller-Metsch. Tenía un hermano menor, nacido en 1867, llamado Príncipe Carlos Emilio Egon de Fürstenberg.

## Biografía

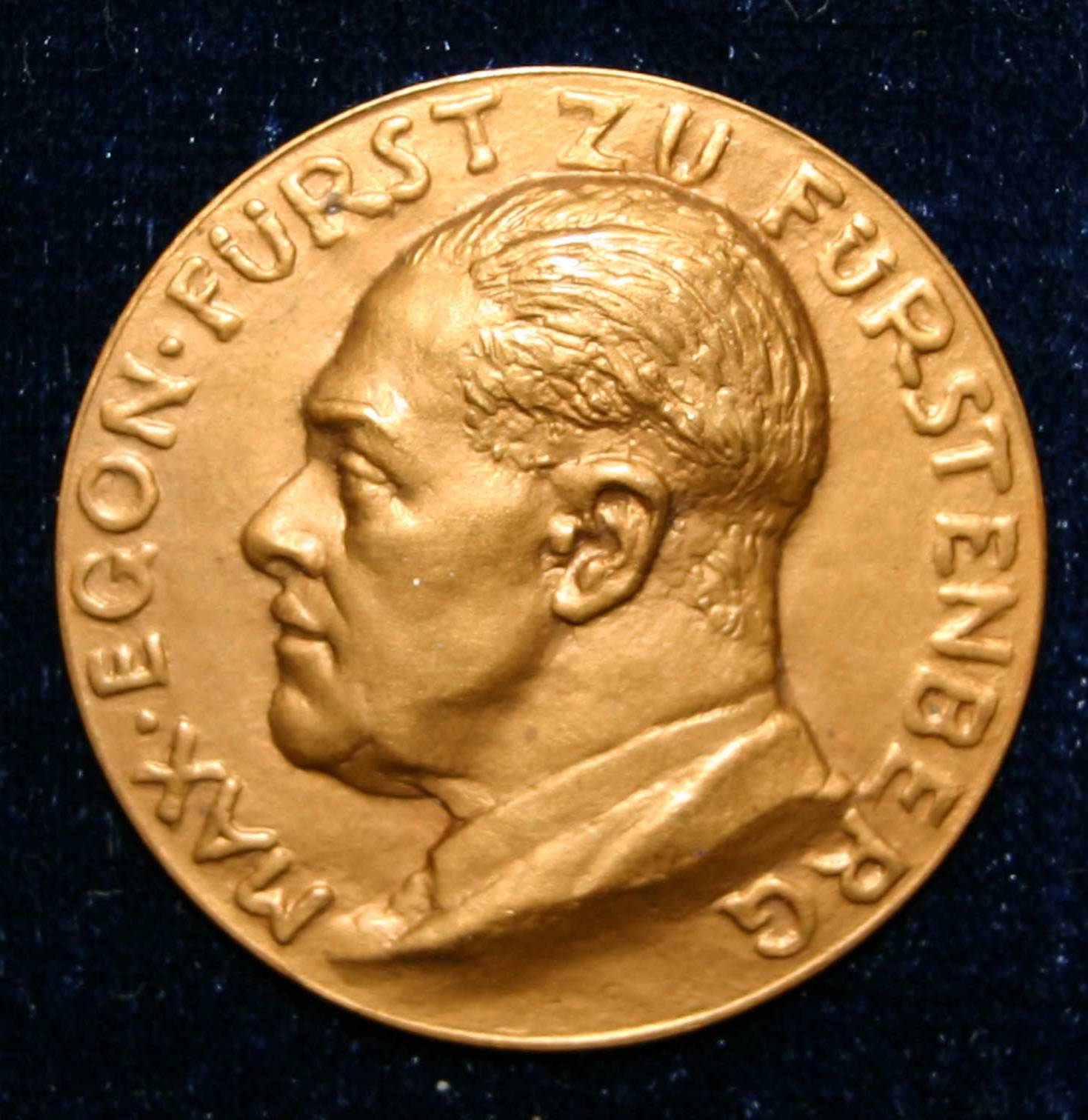
Medalla de Max Egon II. zu Fürstenberg, 1933.

Amigo estrecho y consejero del emperador Guillermo II de Alemania, Max de Fürstenberg heredó títulos territoriales en Prusia, Austria, Hungría, Wurtemberg y Baden, y por virtud de ellos tenía un asiento en la Cámara de los Señores en cada uno de los cinco estados. Hasta la Primera Guerra Mundial, fue vicepresidente de la Cámara de los Señores de Prusia.
Su residencia principal se hallaba en Donaueschingen, cerca de las fuentes del Danubio, donde poseía una castillo y grandes bosques de ciervos. El emperador Guillermo II lo visitaba aquí con frecuencia, y Max invariablemente acompañaba al emperador en sus expediciones de caza y viajes a Noruega. Además de sus vastos bosques ancestrales, también poseía minas de carbón, hoteles y cervecerías.
Aunque era miembro de la alta nobleza católica Uradel que se había mantenido durante largo tiempo al margen de la política de partidos, después de un encuentro con Adolf Hitler y Ernst Roehm en noviembre de 1933, Max se hizo entusiasta sobre el liderazgo de Hitler, comentando que "Es maravilloso, poder conocer a semejante hombre".
El mismo año, 1933, se unió al Partido Nazi y a las SA. En 1938, fue nombrado al rango de Standartenführer.

## Matrimonio e hijos
Por su matrimonio con la Condesa Irma von Schönborn-Buchheim, tuvo tres hijos varones y dos hijas:
- Carlos Egon V zu Fürstenberg (1891-1973)
- Leontina zu Fürstenberg (1892-1979)
- Ana zu Fürstenberg (1894-1928)
- Maximiliano Egon zu Fürstenberg (1896-1959)
- Federico Eduardo zu Fürstenberg (1898-1916)

También tuvo una hija ilegítima, María Luisa Augusta von Almey, por su relación con la Baronesa Marguerite von Almey.
Murió en 1941, durante la Segunda Guerra Mundial, y fue sucedido por su hijo, Carlos Egon V (1891-1973).

## Galería

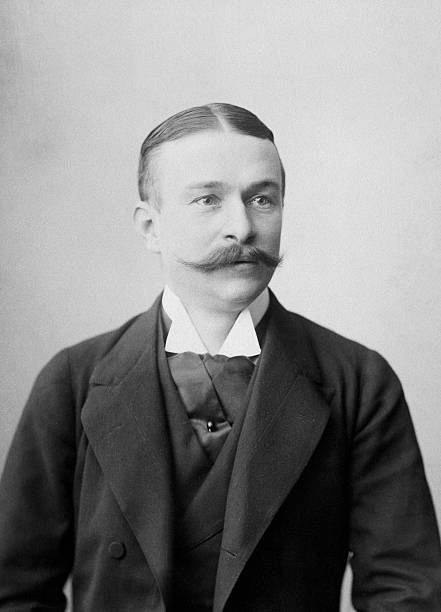
Fotografía, 1897.
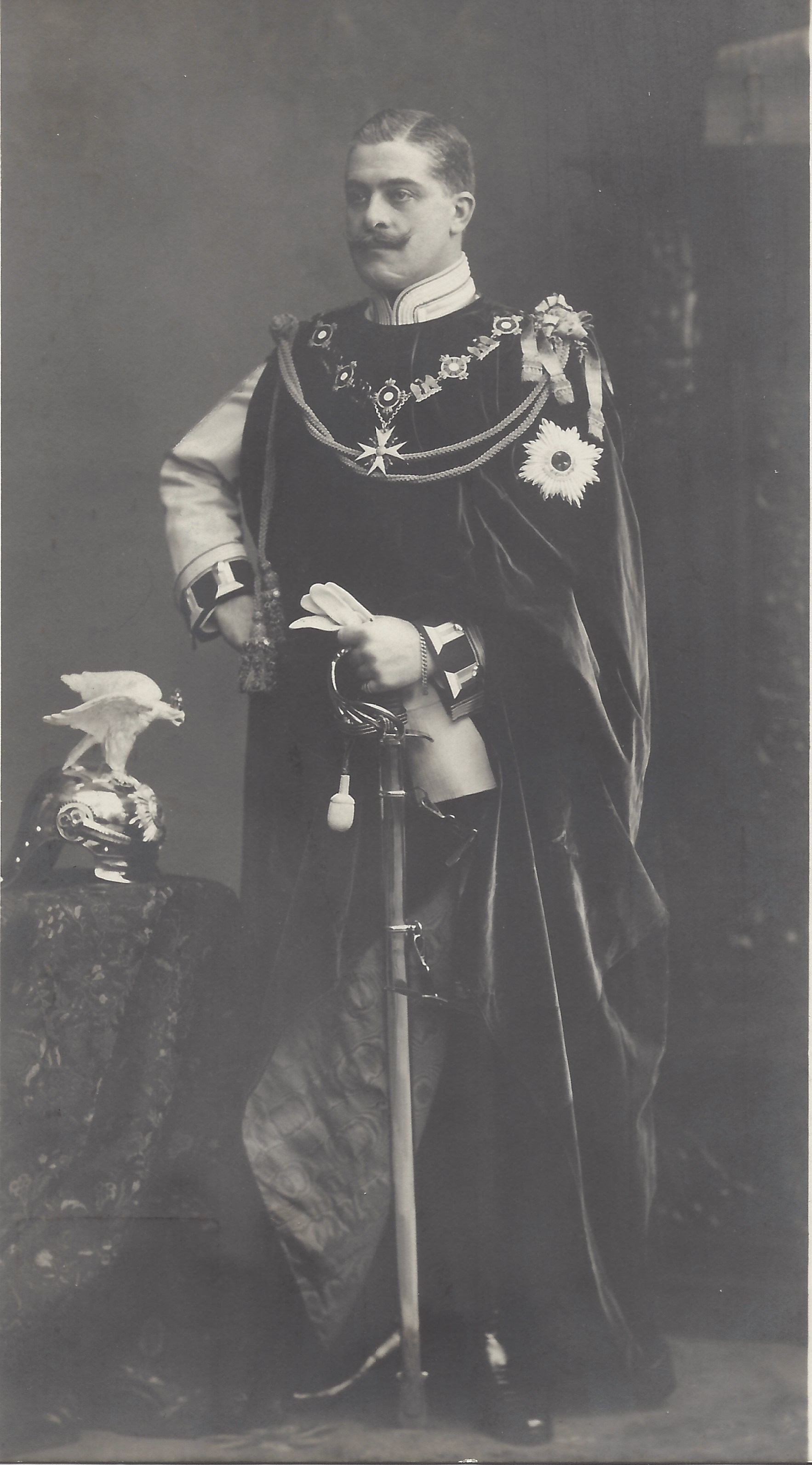
Fotografía, c. 1905.
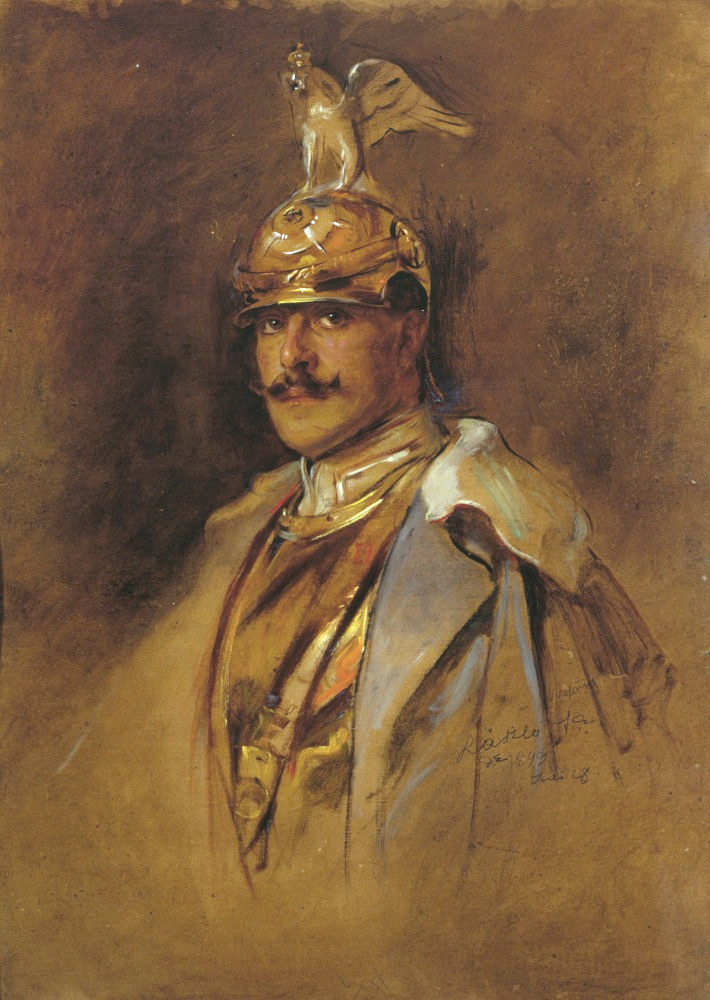
Retrato, por Philip de László, 1899.
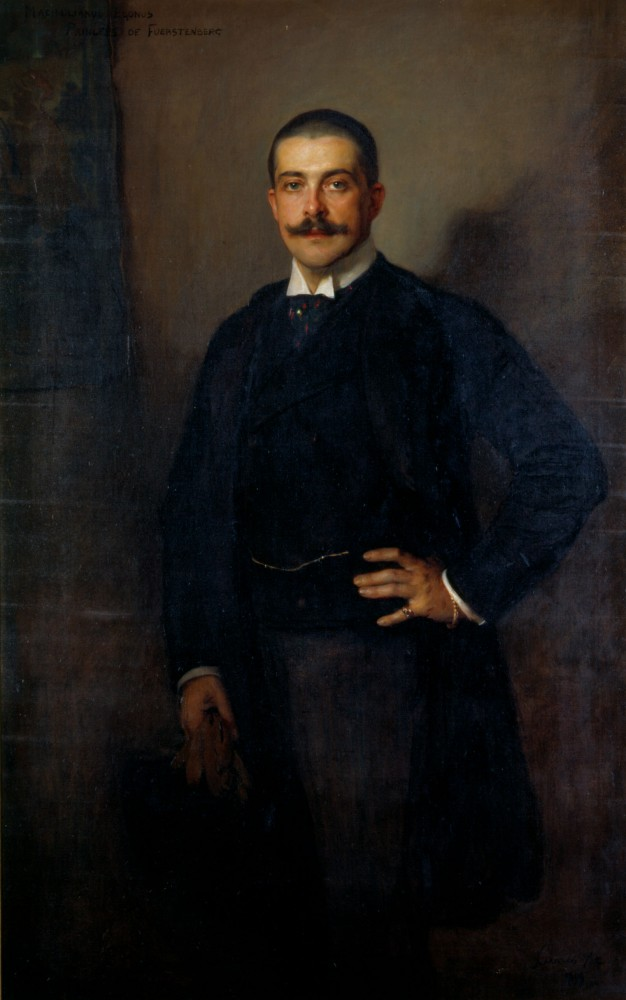
Retrato, por Philip de László, 1899.
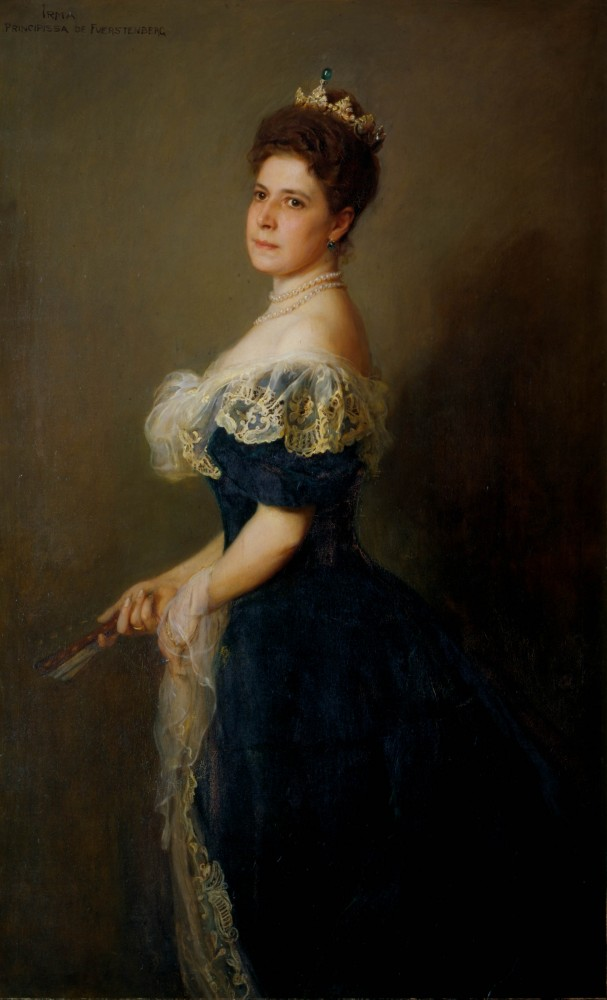
Retrato de su esposa Irma, por Philip de László, 1899.
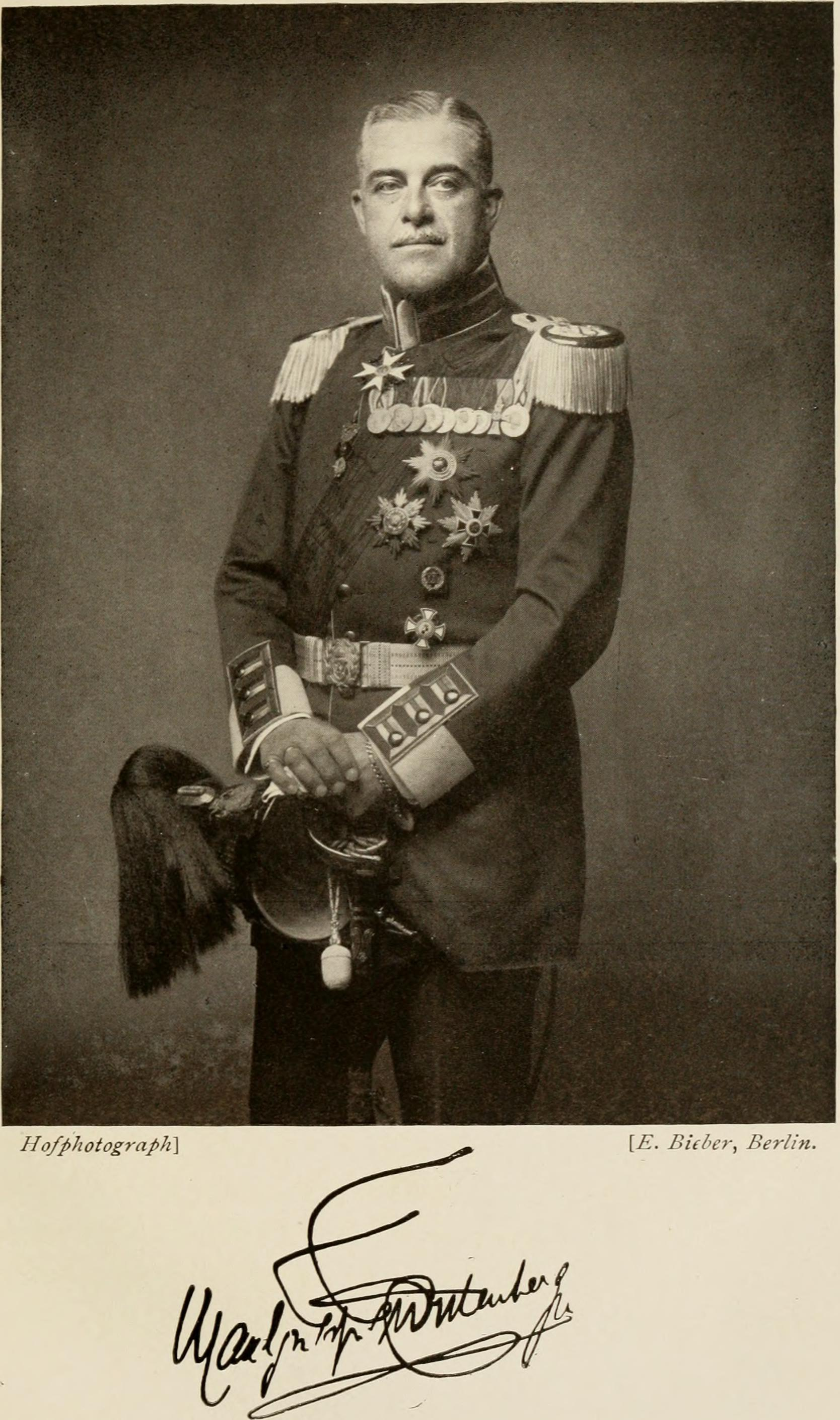
Fotografía y firma, 1913.
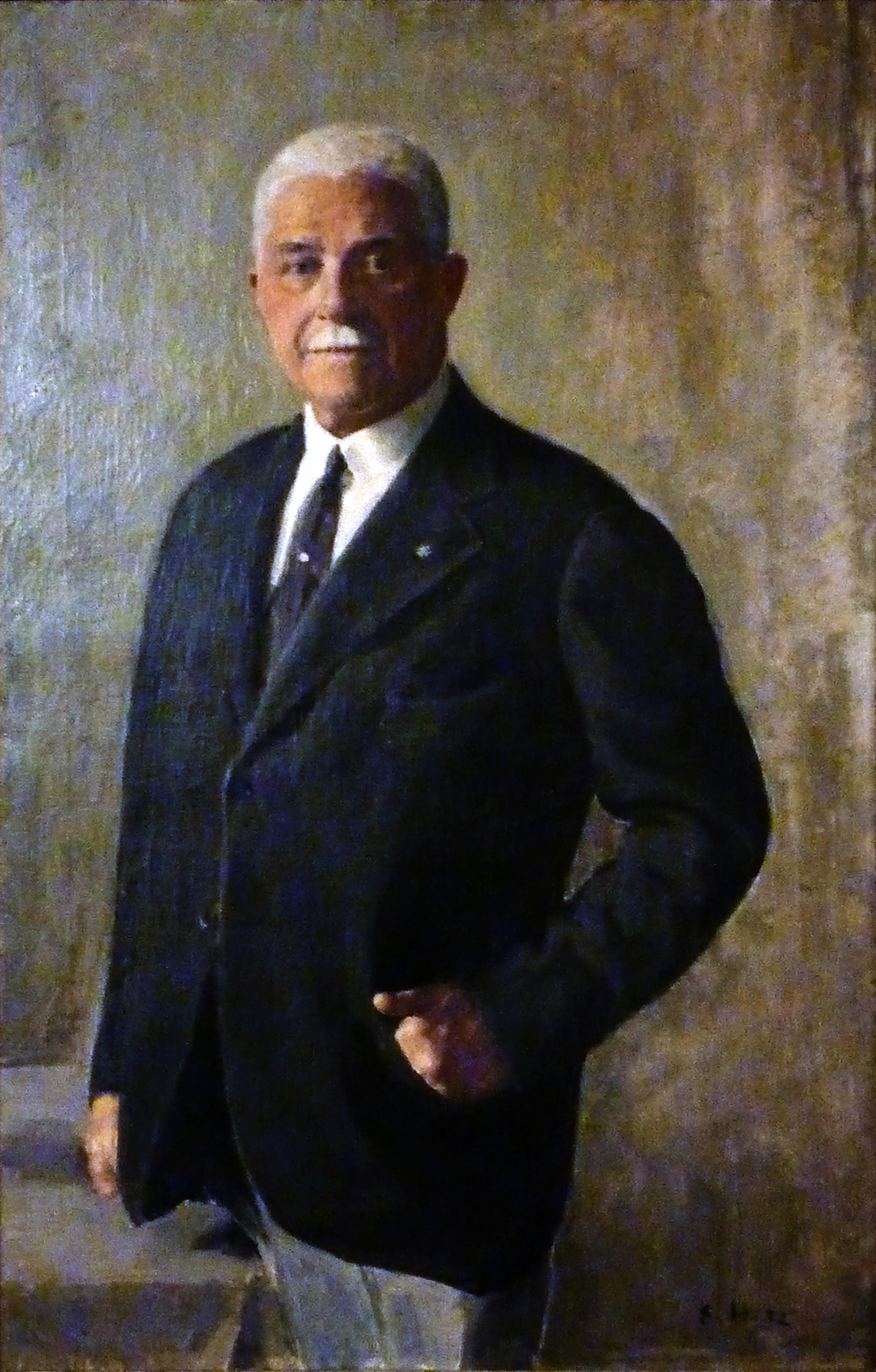
Retrato del Market Hall de Freiburg.

## Honores
Reino de Prusia:
- - Caballero del Águila Roja, 1.ª Clase, 27 de enero de 1899[9]
  - Cruz de Gran Comandante de la Real Orden de Hohenzollern
  - Caballero del Águila Negra, con Collar
- Hohenzollern: Cruz de Honor de la Principesca Orden de Hohenzollern, 1.ª Clase[8]
- Gran Ducado de Baden:[10]
  - Caballero de la Orden de la Fidelidad, 1896
  - Gran Cruz de la Orden de Bertoldo I, 1896
- Gran Ducado de Hesse: Gran Cruz de la Orden de Luis, 29 de agosto de 1908[11]
- Reino de Wurtemberg: Gran Cruz de la Corona de Wurtemberg, 1896[12]
- Imperio austrohúngaro:[13]
  - Caballero del Toisón de Oro, 1900
  - Gran Cruz de la Orden imperial de Leopoldo, 1908
- Santa Sede: Gran Cruz del Santo Sepulcro de Jerusalén[14]
- Orden de Malta: Caballero de Honor y Devoción[14]
- Suecia: Caballero de los Serafines, 29 de agosto de 1911[15]